# Kivenpyörittäjän kylä
Kivenpyörittäjän kylä é um filme de drama finlandês de 1995 dirigido e escrito por Markku Pölönen. Foi selecionado como representante da Finlândia à edição do Oscar 1996, organizada pela Academia de Artes e Ciências Cinematográficas.

## Elenco
- Martti Suosalo - Pekka
- Henrika Andersson - Meeri
- Matti Varjo - Eljas
- Tanja Kortelainen - Jaana
- Jarmo Mäkinen
- Rauha Valkonen - Linnea